# Bolborhynchus
Bolborhynchus är ett fågelsläkte i familjen västpapegojor inom ordningen papegojfåglar med tre arter som förekommer från södra Mexiko till Bolivia:
- Katarinaparakit (B. lineola)
- Rostpannad parakit (B. ferrugineifrons)
- Andinsk parakit (B. orbygnesius)